# Stany Kempompo Ngangola
Stany Kempompo Ngangola (ur. 8 stycznia 1974 r.) – kongijski pływak, uczestnik igrzysk olimpijskich. 

## Życiorys

### Igrzyska Olimpijskie
Na igrzyskach olimpijskich Kempompo Ngangola wystąpił tylko raz - podczas XXIX Letnich Igrzysk Olimpijskich w 2008 roku w Pekinie. Wziął udział w jednej konkurencji pływackiej. Na dystansie 50 metrów stylem dowolnym wystartował w drugim wyścigu eliminacyjnym. Z czasem 39,17 zajął w nim szóste miejsce, a w rankingu końcowym uplasował się na dziewięćdziesiątym siódmym miejscu w tej konkurencji.